# Campeonato Europeo de Tiro al Plato de 2002
El XXXV Campeonato Europeo de Tiro al Plato se celebró en Lonato (Italia) en el año 2002 bajo la organización de la Confederación Europea de Tiro (ESC) y la Federación Italiana de Tiro Deportivo.

## Resultados

### Masculino
| Evento               | Oro                                  | Plata                          | Bronce                         |
| -------------------- | ------------------------------------ | ------------------------------ | ------------------------------ |
| Foso                 | David Kostelecký · República Checa · | Marco Venturini · Italia ·     | Tommi Andelin · Finlandia ·    |
| Foso (equipos)       | Italia ·                             | República Checa ·              | Alemania ·                     |
| Doble foso           | Daniele Di Spigno · Italia ·         | Emanuele Bernasconi · Italia · | Raimo Kauppila · Finlandia ·   |
| Doble foso (equipos) | Italia ·                             | Francia                        | Rusia ·                        |
| Skeet                | Ennio Falco · Italia ·               | Axel Wegner · Alemania ·       | Jan Sychra · República Checa · |
| Skeet (equipos)      | Noruega ·                            | Alemania ·                     | República Checa ·              |

### Femenino
| Evento               | Oro                           | Plata                     | Bronce                              |
| -------------------- | ----------------------------- | ------------------------- | ----------------------------------- |
| Foso                 | María Quintanal · España ·    | Satu Pusila · Finlandia · | Emanuela Felici · Italia ·          |
| Foso (equipos)       | Rusia ·                       | España ·                  | Reino Unido                         |
| Doble foso           | Deborah Gelisio · Italia ·    | Pia Nyback · Finlandia ·  | Pia Hansen · Suecia ·               |
| Doble foso (equipos) | Italia ·                      | Finlandia ·               | Rusia ·                             |
| Skeet                | Erdzhanik Avetisian · Rusia · | Olga Panarina · Rusia ·   | Diana van der Valk · Países Bajos · |
| Skeet (equipos)      | Rusia ·                       | Hungría ·                 | Reino Unido                         |

## Medallero
| Núm. | País            | Oro | Plata | Bronce | Total |
| ---- | --------------- | --- | ----- | ------ | ----- |
| 1    | Italia          | 6   | 2     | 1      | 9     |
| 2    | Rusia           | 3   | 1     | 2      | 6     |
| 3    | República Checa | 1   | 1     | 2      | 4     |
| 4    | España          | 1   | 1     | 0      | 2     |
| 5    | Noruega         | 1   | 0     | 0      | 1     |
| 6    | Finlandia       | 0   | 3     | 2      | 5     |
| 7    | Alemania        | 0   | 2     | 1      | 3     |
| 8    | Francia         | 0   | 1     | 0      | 1     |
|      | Hungría         | 0   | 1     | 0      | 1     |
| 10   | Reino Unido     | 0   | 0     | 2      | 2     |
| 11   | Países Bajos    | 0   | 0     | 1      | 1     |
|      | Suecia          | 0   | 0     | 1      | 1     |
|      | TOTAL           | 12  | 12    | 12     | 36    |